# هنري إتش. داونينج
هنري إتش. داونينج هو سياسي أمريكي، ولد في 20 أبريل 1853 في مقاطعة فاوكواير في الولايات المتحدة، وتوفي في 28 يناير 1919 في فرونت رويال في الولايات المتحدة. نشط حزبياً في الحزب الديمقراطي. وقد انتخب عضو مجلس ولاية فرجينيا ‏.